# Százszorszép (növényfaj)
A százszorszép, vadszázszorszép vagy pipitér (Bellis perennis) az őszirózsafélék (Asteraceae) családjába, az őszirózsaformák (Asteroideae) alcsaládjába tartozó növényfaj. Csaknem egész Európában elterjedt. Észak-Amerikába behurcolták, ott inváziós faj.

## Elnevezései
Vörös Éva művében a növény alábbi magyar elnevezéseit gyűjtötte össze: apró pere, boglár, boglárka, bojtika, bojtocska, csibevirág, földi pere, gombostűvirág, gyopár, kicsinynadályvirág, kisebbiknadály, kisnadályfű, nadály, ősziboglár, pászkamorzsa, péra, pere, perevirág, pipifű, pityerfű, rózsa, murvairózsa, murvai rózsácska, szikrairózsa, szikrai rózsácska, szikrázó rózsácska, rukerc, százforint, százszorszép, százszorszépvirág, százszorszéprukerc, sztokrásza, tavaszhozófű, tavaszifű, vadszázszorszép. Egyes helyeken gombocska a neve.
A franciák húsvétkának hívják, a német „libavirág” arra utal, hogy gyakran nyílik a libalegelőkön. Angol neve („a nappal szeme”) arra utal, hogy sugárvirágai estére becsukódnak.

## Jellemzői
Lágy szárú, évelő növény. 5–25 cm magasra nő meg. A Raunkiær-féle életforma-osztályozás szerint hemikriptofiton, azaz rügyei szorosan a talaj felszínén vannak, az elszáradt levelek védik őket. Tömött tőrózsában álló, szőrös, szabálytalan szélű, enyhén fűrészes levelei lapát formájúak. Szinte egész évben virágzik, a virágzat heliotropizmust mutat, azaz napfény hatására kinyitja szirmait, este vagy esős időben összecsukja. Levéltelen kocsányain 1,5–3 cm széles, magányosan álló fészekvirágzat fejlődik, aminek közepén a 75–125 sárga, hímnős, ötszirmú csöves virág, szélein a zigomorf, két sorban álló fehér nyelves virágok találhatók, utóbbiak fonákja vagy csak hegye gyakran rózsaszínes. A virágok öntermékenyek, rovarok porozzák. A virágporszemek tüskés felszínűek, trikolpátak (hármas felnyílásúak). Termése kb. 1 mm-es, visszásan tojásdad, bóbita nélküli kaszattermés. A magokat (kb. 1300 db egyedenként) a szél és az állatok (madarak, hangyák, földigiliszta) is terjesztik, de a cipőre is ráragadhatnak.

### Hasonló fajok
A réti margitvirág hasonló hozzá, de nagyobb termetű.

## Életmódja, élőhelye
A rétek, mezők, parkok, kertek kiöregedő gyepjének gyakori virága, az angolperjés rét-legelő (Lolio-Cynosuretum) társulás jellemző növénye. A félárnyékos vagy napsütéses helyeket, a kövér, agyagos talajt kedveli. Az őshonos flórából legrégebben betelepült kerti virágok egyike.

## Hatóanyagai
Triterpén-szaponinokat, flavonoidokat, poliineket, nyomokban illóolajokat tartalmaz.

## Felhasználása
Virágát vagy virágos hajtását használják fel. Az orvostudomány nem használja, a homeopátiában rándulások, zúzódások, megerőltetett izmok, bőrbetegségek kezelésére alkalmazzák. Fiatal leveleit salátákhoz adva az anyagcserét serkenthetik.
Bimbóit sós vízben áztatva, majd tárkonyecettel felöntve a kapribogyó pótlására is felhasználható.
Dísznövényként termesztett változatai is léteznek, ezek szirmai tömöttebbek, színük fehér, vörös, lila is lehet.

## Kártevői
A rovarok nem tesznek kárt benne keserűanyag-tartalma miatt, de a burgonyát is fogyasztó gumórontó fonálféreg (Ditylenchus destructor) károsíthatja.

## Szerepe a kultúrában
Ludwig van Beethoven írt egy „Százszorszép” című dalt.

## Képgaléria

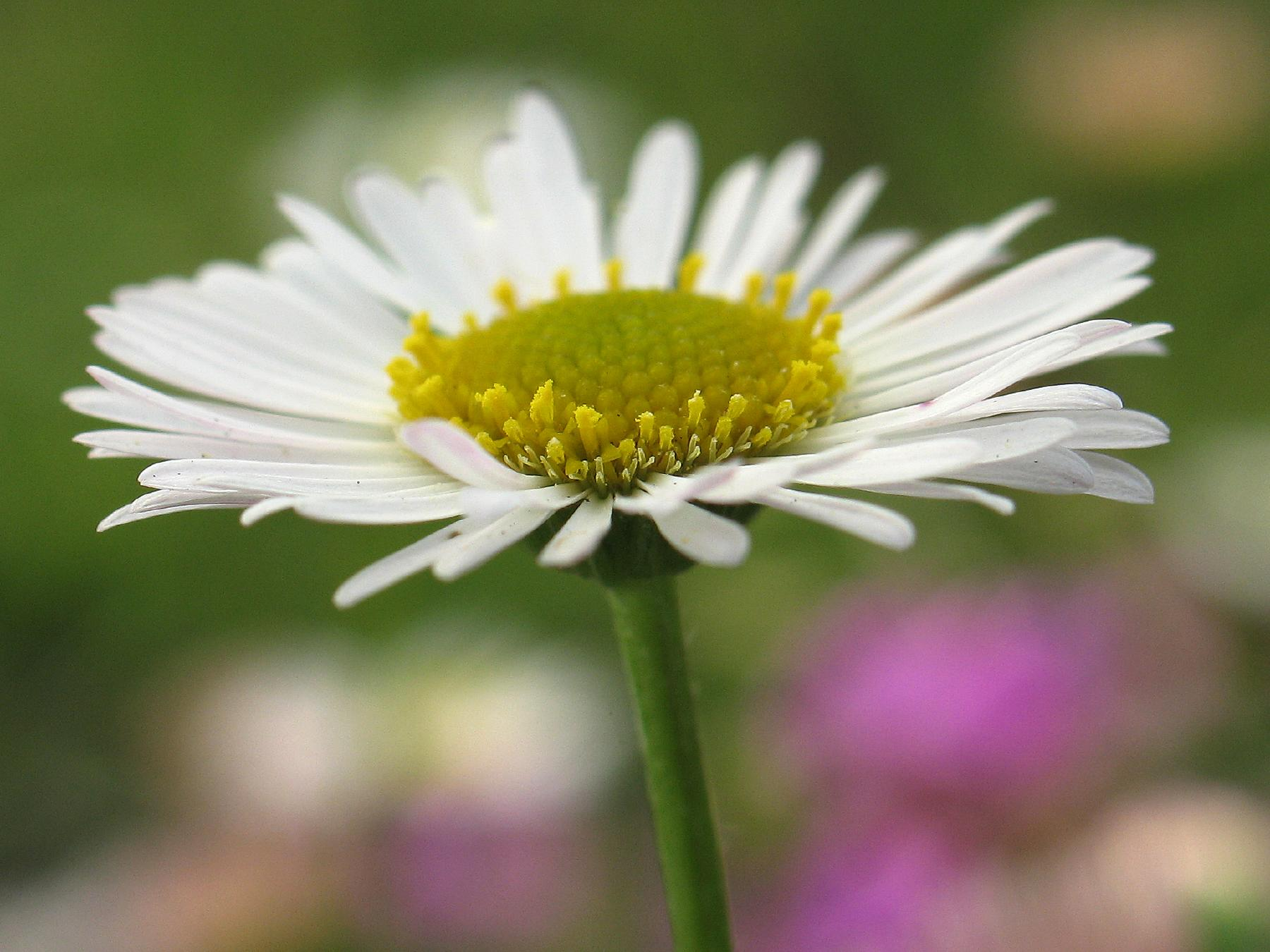
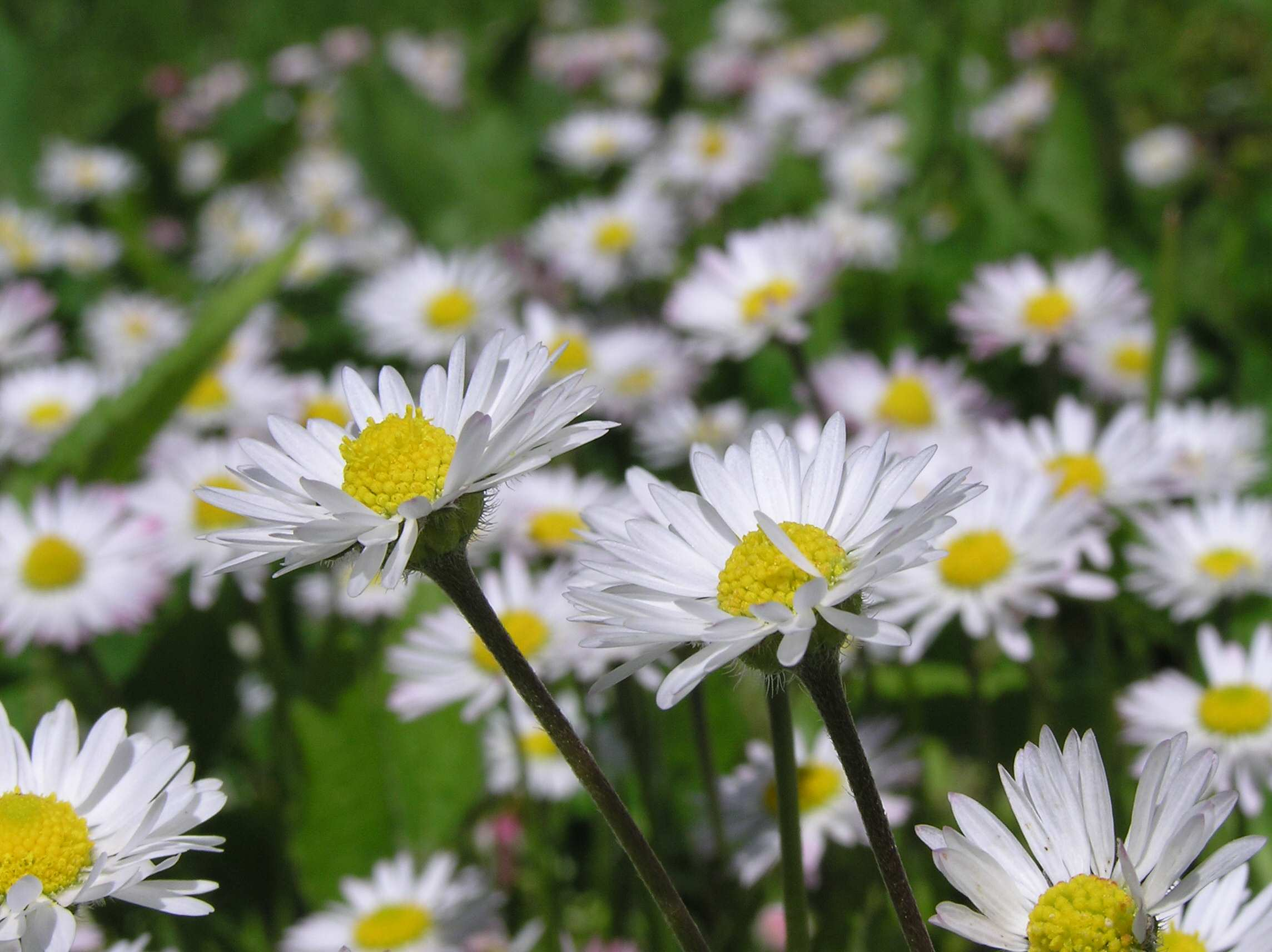
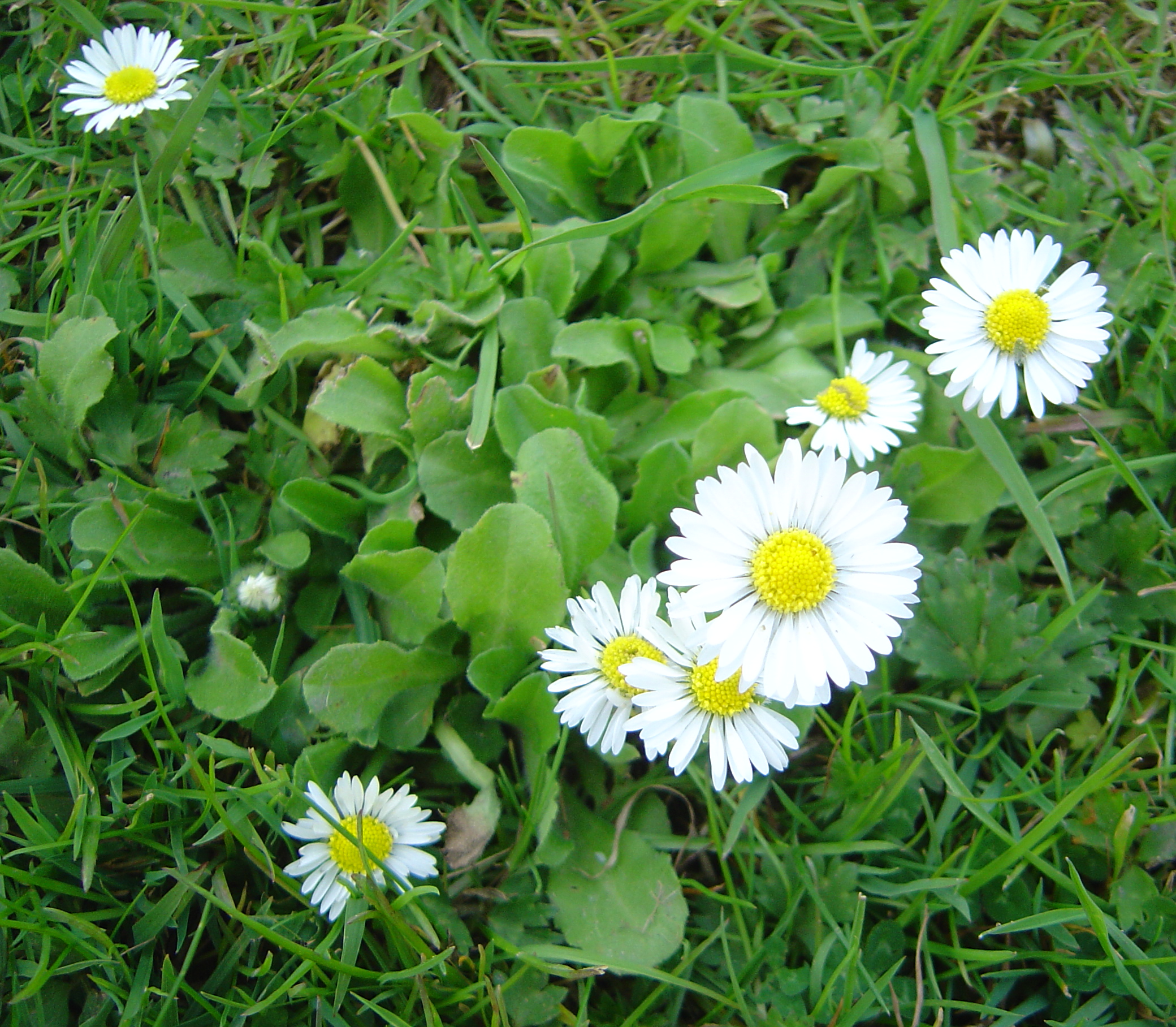
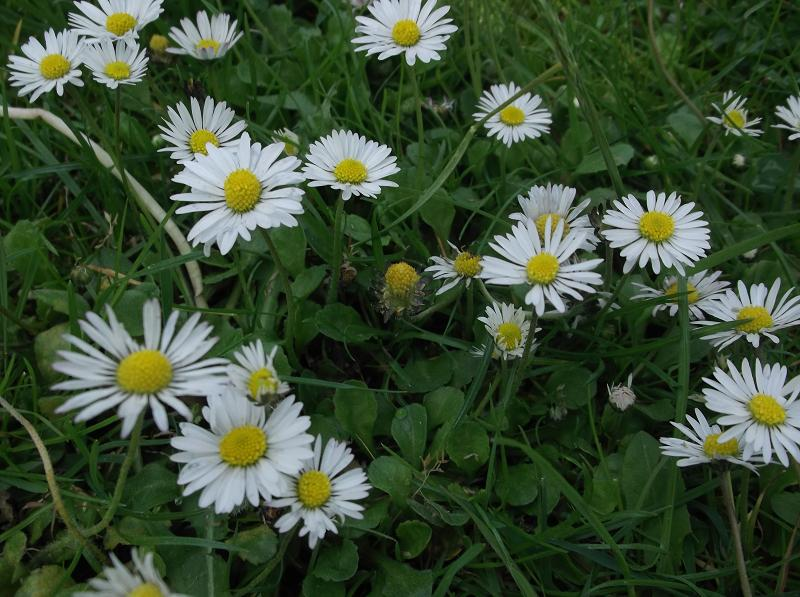
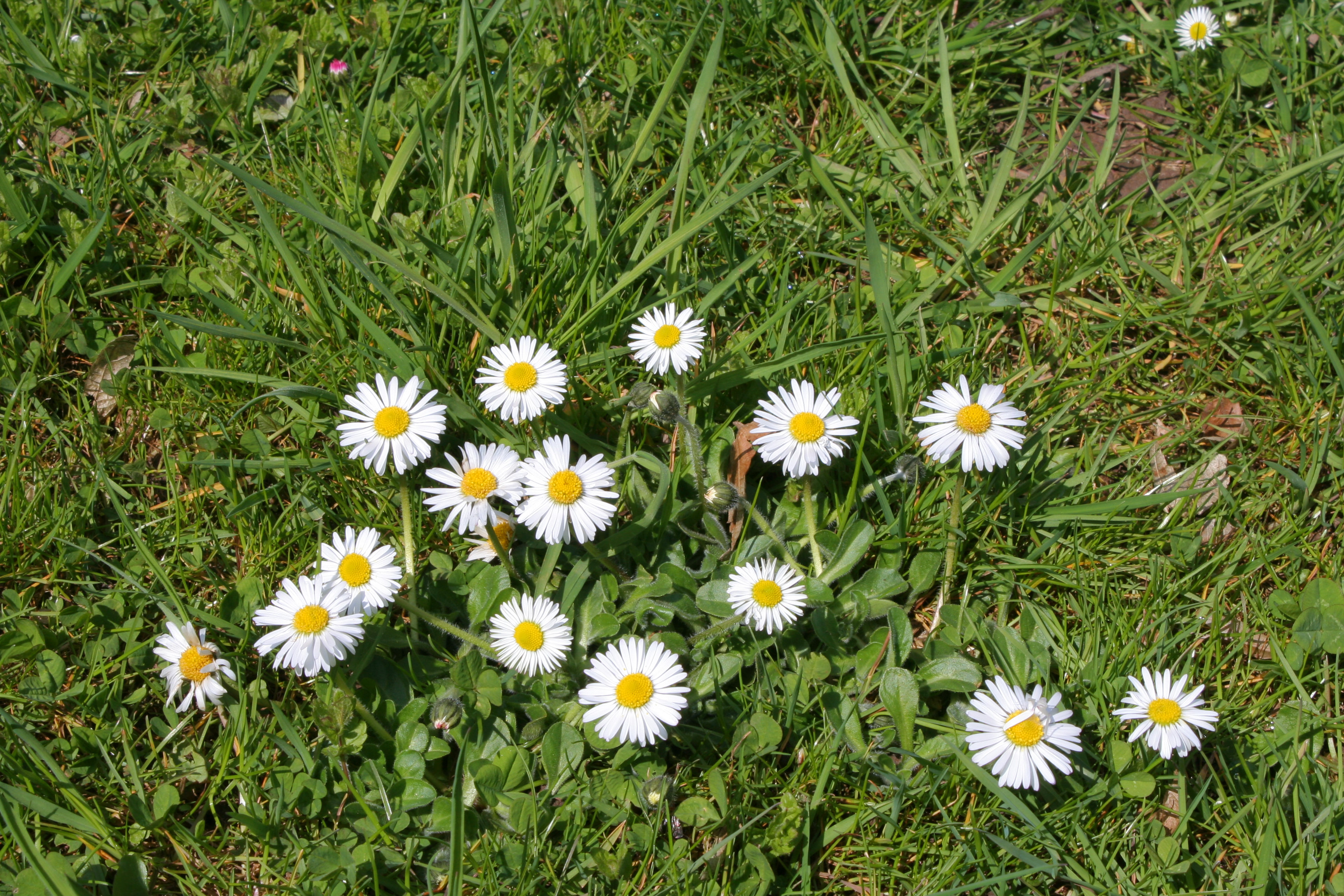
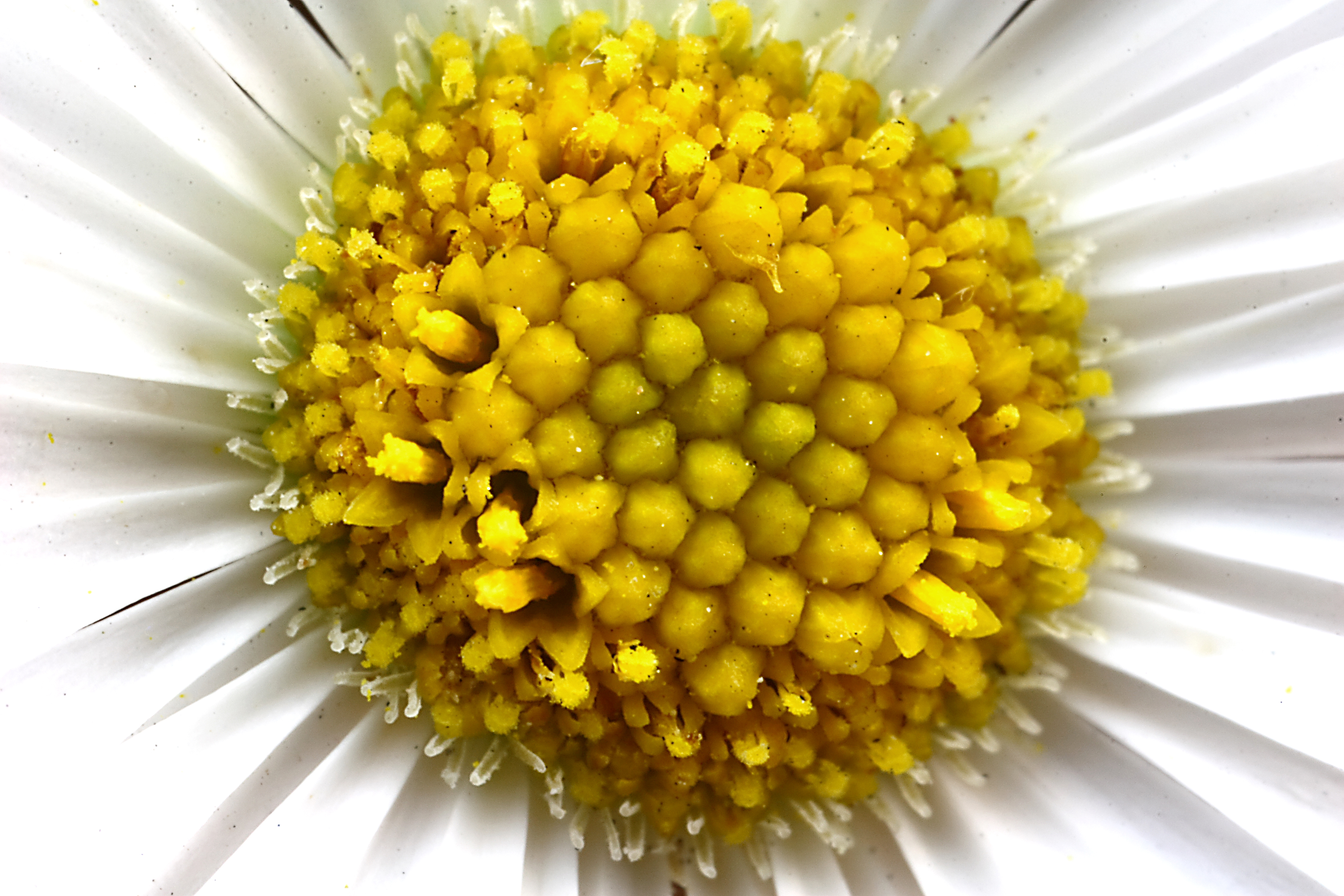

|                        |
| Termesztett változatok |

## Fordítás
- Ez a szócikk részben vagy egészben a Gänseblümchen című német Wikipédia-szócikk ezen változatának fordításán alapul.  Az eredeti cikk szerkesztőit annak laptörténete sorolja fel. Ez a jelzés csupán a megfogalmazás eredetét és a szerzői jogokat jelzi, nem szolgál a cikkben szereplő információk forrásmegjelöléseként.
- Ez a szócikk részben vagy egészben a Bellis perennis című angol Wikipédia-szócikk ezen változatának fordításán alapul.  Az eredeti cikk szerkesztőit annak laptörténete sorolja fel. Ez a jelzés csupán a megfogalmazás eredetét és a szerzői jogokat jelzi, nem szolgál a cikkben szereplő információk forrásmegjelöléseként.